# Strzelno (Puck)
Strzelno (kaschubisch Strzelëno; deutsch Strellin) ist ein Dorf und Sołectwo (Schulzenamt) der Landgemeinde Puck im Powiat Pucki der Woiwodschaft Pommern in Polen.

## Geographie
Der Ort liegt in Pommerellen und Kaschubien, neun Kilometer nordwestlich der Stadt Puck (Putzig) und 32 Kilometer nordwestlich von Gdynia (Gdingen). Nachbarorte sind Mieroszyno (Miruschin) im Norden, die Stadt Władysławowo (Großendorf) im Osten, Łebcz (Löbsch) im Süden und Radoszewo (Reddischau) im Westen.
Die Ostsee im Norden und die Zatoka Pucka (Putziger Wiek) im Osten sind jeweils fünf Kilometer entfernt.

## Geschichte
Der Ort wurde 1349 als Strellin urkundlich genannt sowie 1772 als Strzelno. 

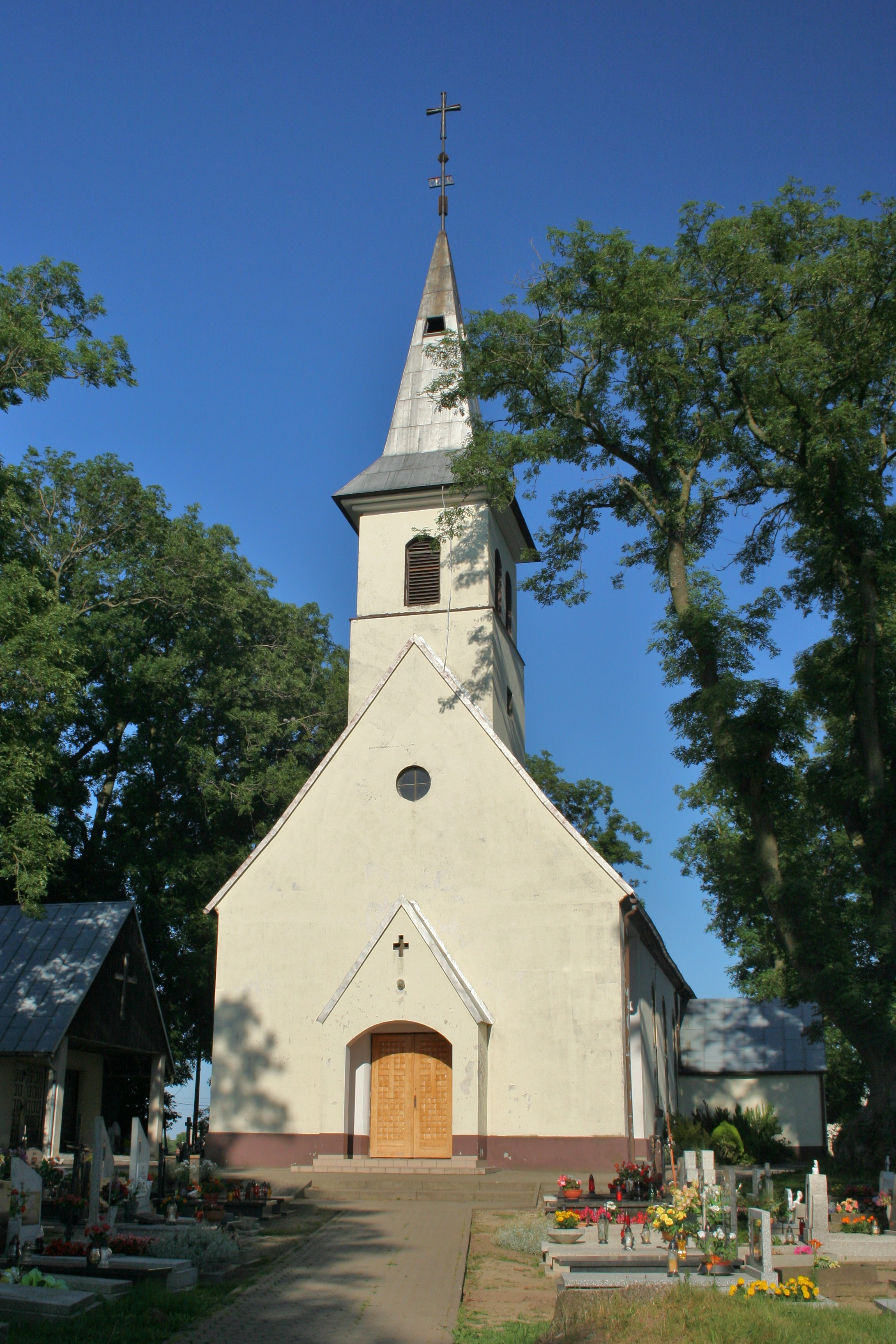
Kirche, 1831 erbaut

Die Region kam nach der Ersten Teilung Polens 1773 an das Königreich Preußen. Katholiken besuchten die Kirche im Ort, Evangelische waren nach Putzig und bis 1780 nach Bohlschau eingepfarrt. Von 1887 bis 1919 gehörte der Ort zum Kreis Putzig in der Provinz Westpreußen des Deutschen Reichs. Er hatte den Status einer Landgemeinde im Amtsbezirk Löbsch. Nach Ende des Ersten Weltkriegs wurde das Kreisgebiet mit Strellin aufgrund der Bestimmungen des Versailler Vertrags, mit Wirkung vom 20. Januar 1920, an Polen abgetreten.
Als Teil des Polnischen Korridors gehörte das Gebiet zum Powiat Pucki und wurde am 1. Januar 1927 in den Powiat morski eingegliedert. Durch den Überfall auf Polen 1939 kam das Gebiet des Korridors völkerrechtswidrig an das Reichsgebiet und wurde dem Reichsgau Danzig-Westpreußen zugeordnet.
Gegen Ende des Zweiten Weltkriegs besetzte im Frühjahr 1945 die Rote Armee das Kreisgebiet und übergab es an die Volksrepublik Polen. Die deutsche Minderheit wurde ausgewiesen. In den Jahren 1975–1998 gehörte das Dorf administrativ zur Woiwodschaft Danzig, der Powiat Pucki war in diesem Zeitraum aufgelöst.
Die Gemeinde gehört zu den zweisprachigen Gemeinden in Polen.

## Bevölkerungsentwicklung
- 1783: 16 Feuerstellen
- 1871: 411 Einwohner
- 1905: 522 Einwohner
- 1910: 525 Einwohner

- 1998: 901 Einwohner
- 2011: 1087 Einwohner[1]

## Sehenswürdigkeiten
- Neogotische Kirche, 1831 erbaut

## Verkehr
Die Woiwodschaftsstraße DW216 von Reda (Rheda) nach Hel (Hela) verläuft fünf Kilometer östlich. Die nächste Bahnstation ist Władysławowo (Großendorf) an der Bahnstrecke Reda–Hel. Der nächste Flughafen ist Danzig.